# Nathalie Söderqvist
Caroline Linnéa Nathalie Söderqvist, född 29 juli 1975 i Enskede församling i Stockholm, är en svensk skådespelare och ståuppkomiker.

## Filmografi
- 2002 – Hus i helvete
- 2004 – Hotet
- 2006 – Varannan vecka
- 2007 – Alla andra
- 2007 – Memfis: The Wind Up
- 2008 – Död vid ankomst
- 2008 – En sekund
- 2009 – Estuarium
- 2009 – Midsommar - sju blommor under kudden
- 2009 – Morden (TV-serie)
- 2009 – Sentence
- 2009 – Sommaren med Göran
- 2009 – Prinsessa
- 2010 – The Commitment
- 2010 – Past, Present and Future
- 2010 – Våra vänners liv (TV-serie)
- 2011 – Amalia
- 2011 – Bruden som tönten glömde
- 2011 – Den analoga bloggen
- 2011 – Svensson, Svensson - i nöd och lust
- 2011 – Östra station
- 2012 – Meningen med Hugo
- 2012 – Punkt.mannen
- 2013 – Coffee
- 2013 – Fröken Julie
- 2013 – Inkognito (TV-serie)
- 2013 – Reya
- 2013 – Threads of Destiny
- 2014 – Morden i Sandhamn (TV-serie)